# Vivica A. Fox
Vivica Anjanetta Fox (Indianapolis, Indiana, 1964. július 30. –) amerikai színésznő, producer, televíziós műsorvezető.

## Élete
Everlyena gyógyszerészeti technikus és William Fox közlegény lánya. A Golden West College Társadalomtudományi Karán végzett. A főiskola után Los Angelesbe költözött, hogy színésznőként próbáljon szerencsét. Ebéd közben fedezte fel egy producer a Sunset Boulevardon. 1998. decemberében összeházasodott Christopher Harvest énekessel, akinek több, mint tíz évig volt a felesége, házasságukból gyermek nem született. 2002 júniusában elváltak. Vivica 50 Cent oldalán kereste a boldogságot, de kapcsolatuk nem tartott sokáig. 2007. március 20-án letartóztatták, mert állítólag lehagyott egy észrevehető rendőrautót.

## Pályafutása
Karrierjét szappanoperákban kezdte, szerepelt többek között az Életünk napjaiban is. Egy másik korai szerepe Patti LaBelle divattervező-lányaként, Charisse Chamberlaint alakította, az NBC egyik tv-sorozatában. Az igazi nagy áttörést 1996-ban A függetlenség napja, és A nagy dobás jelentette számára.

## Magánélete
1998 decemberében Fox feleségül ment Christopher "Sixx-Nine" Harvest énekeshez. A pár 2002-ben elvált. később Fox, 2003-ban randevúzott a rapper 50 Centtel. 2011 novemberében a Fox és a klub promótere, Omar "Slim" White megszakította tíz hónapos eljegyzésüket. Fox kijelentette, hogy amit az életben a legjobban sajnál az az, hogy még nem született gyermeke.
2020. szeptember 20-án Fox visszalépett az E! Live From the Red Carpet Virtual előadásától a 72. Primetime Emmy-díj átadón, mert a COVID–19 tesztje pozitív lett.

## Filmográfia
| Év   | Cím                                                 | Szerep                                 | Magyar hang          | Megjegyzés |
| ---- | --------------------------------------------------- | -------------------------------------- | -------------------- | --- |
| 1989 | Született július 4-én                               | Hooker – VA kórház                     |                      | |
| 1995 | A 99-es alakulat                                    | Charlene                               |                      | TV film |
| 1996 | Ne légy barom, miközben iszod a dzsúúzod a gettóban | Hamutartó anyja                        | Urbán Andrea         | |
| 1996 | A függetlenség napja                                | Jasmine Dubrow                         | Timkó Eszter         | MTV Movie Award a legjobb csókért (Will Smith) Universe Reader's Choice Award a legjobb női mellékszereplőnek mozgóképben Jelölve – MTV Movie Award a legjobb áttörő teljesítményért Jelölve – Szaturnusz-díj a legjobb női főszereplőnek |
| 1996 | A nagy dobás                                        | Francesca "Frankie" Sutton             | Orosz Helga          | |
| 1997 | Potyázók a portyán                                  | Lysterine                              | Árkosi Kati          | |
| 1997 | Batman és Robin                                     | Miss B. Haven                          |                      | |
| 1997 | A mama főztje                                       | Maxine Chadway                         |                      | Acapulco Black Film Festival Award a legjobb színésznőnek Jelölve – NAACP Image Award a kiváló színésznőnek mozgóképben MTV Movie Award a legjobb női teljesítményért                                                                     |
| 1997 | Solomon                                             | Queen of Sheba                         |                      | TV film |
| 1998 | Bolond szerelem                                     | Elizabeth "Mickey" Waters              | Makay Andrea         | |
| 1999 | Kéz-őrület                                          | Debi LeCure                            | Timkó Eszter         | |
| 1999 | A Saintly Switch                                    | Sara Anderson                          |                      | |
| 1999 | Bosszúból jeles                                     | Miss Gold                              | Koffler Gizella      | |
| 2000 | Hendrix                                             | Faye Pridgeon                          | Kökényessy Ági       | TV film |
| 2001 | Fejcserés támadás                                   | Shari                                  |                      | stáblistán nem szerepel, cameoszerep |
| 2001 | Békés családi tűzfészek                             | Lucille Slocumb                        | Orosz Anna           | Jelölve – BET Award a legjobb színésznőnek Jelölve – NAACP Image Award a kiváló színésznőnek mozgóképben |
| 2001 | Szabad fogás                                        | Shante Smith                           |                      | Jelölve – BET Award a legjobb színésznőnek Black Reel Award a legjobb színésznőnek Jelölve – NAACP Image Award a kiváló színésznőnek mozgóképben                                                                                          |
| 2001 | Ajkamon lakat                                       | Pauline                                |                      | |
| 2002 | C-kosár                                             | Michelle Langford                      |                      | Jelölve – NAACP Image Award a kiváló színésznőnek mozgóképben |
| 2002 | Hajó a vége                                         | Felicia                                | Makay Andrea         | Jelölve – BET Award a legjobb színésznőnek |
| 2003 | Rap-halál                                           | Lisa                                   |                      | Producer |
| 2003 | Kill Bill 1.                                        | Vernita Green / Jeanie Bell / kígyófej | Nagy-Németh Borbála  | Jelölve – BET Award a legjobb színésznőnek Jelölve – Black Reel Award a legjobb női mellékszereplőnek |
| 2003 | Kim Possible: Időutazás                             | Future Monique                         |                      | TV film |
| 2004 | Elátkozott Ella                                     | Lucinda Perriweather                   | Roatis Andrea        | |
| 2004 | Kill Bill 2.                                        | Vernita Green / Jeanie Bell / kígyófej | Nagy-Németh Borbála  | |
| 2004 | Indíték                                             | Constance Simms                        |                      | Producer Jelölve – Black Reel Award a legjobb független filmért |
| 2004 | A támadás                                           | Reed ügynök                            |                      | |
| 2005 | The Salon                                           | Jenny Smith                            | Producer             | |
| 2006 | Pasit fogtam, nem ereszt                            | Andrea Collins                         | Producer             | |
| 2006 | Tökéletes védelem                                   | Tamara Barclay                         | Kéri Kitty           | |
| 2006 | Szavazz rám                                         | Miss Houston                           | Zakariás Éva         | |
| 2007 | Lejárt lemez                                        | Roxanna Jackson                        |                      | |
| 2007 | Indíték 2. – A bosszú                               | Constance Simms                        |                      | közvetlenül dvd-n |
| 2007 | Father of Lies                                      | Barbara Robinson                       |                      | |
| 2007 | Three Can Play That Game                            | Shante Smith                           |                      | Producer |
| 2007 | Kettős élet                                         | Zahara Milton                          | Timkó Eszter         | |
| 2008 | San Saba                                            | Kate                                   |                      | |
| 2008 | Állati mesék 2: Teknős vs. Nyúl                     | Dotty Tortoise                         |                      | szinkronhang |
| 2008 | Private Valentine: Blonde & Dangerous               | Louisa Morley őrmester                 |                      | |
| 2009 | The Slammin' Salmon                                 | Nutella                                |                      | |
| 2009 | Hollywood & Wine                                    | Jackie Johnson                         |                      | |
| 2009 | There's a Stranger in my House                      | Harmony anyja                          |                      | |
| 2009 | Shark City                                          | Veronica Wolf                          |                      | |
| 2010 | Trapped: Haitian Nights                             | Violet Martin                          |                      | |
| 2010 | Junkyard Dog                                        | Samantha Deatherage                    |                      | |
| 2010 | Miss Senki                                          | Nan Wilder                             |                      | |
| 2010 | Love Chronicles: Secrets Revealed                   | Janet                                  |                      | |
| 2010 | The Land of the Astronauts                          | Studio Executive                       |                      | |
| 2010 | A karácsony szelleme                                | Zoe Marsden                            |                      | TV film |
| 2011 | Black Gold                                          | Jackie                                 |                      | |
| 2011 | Lord, All Men Can't Be Dogs                         | Lisa                                   |                      | |
| 2011 | A Holiday Heist                                     | Dean Erma                              |                      | |
| 2011 | Cheaper to Keep Her                                 | Morgan Mays                            |                      | |
| 2011 | A karácsonyi vakáció                                | Lucy                                   |                      | TV film |
| 2011 | Searching for Angels                                | Carter nővér                           |                      | |
| 2011 | 1 Out of 7                                          | Devon                                  |                      | |
| 2012 | Black November                                      | Angela                                 |                      | |
| 2012 | In the Hive                                         | Billie                                 |                      | |
| 2012 | Solid State                                         | Fox ügynök                             |                      | |
| 2012 | Cool Cat Stops Bullying                             | Önmaga                                 |                      | |
| 2013 | Crosstown                                           | Gabrielle                              |                      | |
| 2013 | Caught on Tape                                      | Nadine                                 |                      | |
| 2013 | The Pastor and Mrs. Jones                           | Mrs. Jones                             |                      | |
| 2013 | Alvilági kötelékek                                  | Montelongo ügynök                      | Balogh Anna          | |
| 2013 | HHazafutás                                          | Helene                                 | Agócs Judit          | |
| 2013 | Queen City                                          | Lady Midnight                          |                      | |
| 2013 | It's Not You, It's Me                               | Gina                                   |                      | |
| 2013 | Scooby-Doo: Az operaház fantomjai                   | Lotte Lavoie                           | Nádasi Veronika      | szinkronhang |
| 2013 | The Power of Love                                   | PJ Payton                              |                      | |
| 2013 | So This Is Christmas                                | Sharon                                 |                      | |
| 2013 | A Christmas Wedding                                 | Sharon Douglas                         |                      | |
| 2014 | Whatever She Wants                                  | Vivian Wolf                            |                      | |
| 2014 | Looking for Mr. Right                               | Della                                  |                      | |
| 2014 | Sharknado 2. – A második harapás                    | Skye                                   | Román Judit          | TV film |
| 2014 | Mercenaries                                         | Donna "Raven" Ravena                   |                      | |
| 2014 | 30 Days in Atlanta                                  | Wilson felesége                        |                      | |
| 2015 | Forró csoki                                         | Katherine McCoy                        | Kocsis Mariann       | |
| 2015 | Assassin's Game                                     | The Target                             |                      | |
| 2015 | Blaq Gold                                           | Mayor Morgan Hardaway                  |                      | TV film |
| 2015 | 6 Ways to Die                                       | Veronica Smith                         |                      | |
| 2015 | Golden Shoes                                        | Mary                                   |                      | |
| 2015 | Carter High                                         | Mrs. James                             |                      | |
| 2015 | A Royal Family Holiday                              | Mona Levi                              | TV film, producer is | |
| 2015 | Royal Family Christmas                              | Mona Levi                              | TV film, producer is | |
| 2015 | A jó, a rossz és a halott                           | Imani Cole                             | Agócs Judit          | |
| 2015 | Cool Cat Saves the Kids                             | Önmaga                                 |                      | |
| 2016 | The Stepson - Evil in the House                     | Renee Chamberlain                      |                      | |
| 2016 | True to the Game                                    | Shoog                                  |                      | |
| 2016 | The Wrong Roommate                                  | Valdez nyomozó                         |                      | TV film, producer is |
| 2016 | Gibby                                               | rendező                                |                      | |
| 2016 | A függetlenség napja – Feltámadás                   | Jasmine Dubrow                         | Kocsis Mariann       | CinemaCon-díj a legjobb együttesnek |
| 2016 | The Wrong Child                                     | Renee                                  |                      | |
| 2016 | Summer in the City                                  | Alyssa                                 |                      | TV film |
| 2016 | A Husband for Christmas                             | Brooke Harris                          |                      | TV film |
| 2017 | Jason's Letter                                      | Sammi Brooks                           |                      | |
| 2017 | The Wrong Student                                   | Gibson                                 |                      | TV film, producer is |
| 2017 | Illicit                                             | Linda Steele                           |                      | |
| 2017 | Chocolate City: Vegas Strip                         | Katherine McCoy                        |                      | |
| 2017 | Fat Camp                                            | Barb                                   |                      | |
| 2017 | Bobbi Kristina                                      | Pat Houston                            |                      | TV film |
| 2017 | Crossbreed                                          | Elnök                                  |                      | |
| 2017 | Kinky                                               | Marshalla                              |                      | |
| 2017 | The Sky Princess                                    | Holdkirálynő                           |                      | szinkronhang |
| 2017 | Garlic & Gunpowder                                  | Brown miniszterelnök                   |                      | |
| 2017 | Bring It On: Worldwide Cheersmack                   | Cheer Goddess                          |                      | közvetlenül dvd-n |
| 2017 | Lust For Murder                                     | Gibson                                 |                      | TV film |
| 2018 | Cool Cat Kids Superhero                             | Önmaga                                 |                      | |
| 2018 | The Wrong Cruise                                    | Claire Tanner                          |                      | TV film, producer is |
| 2018 | The Last Sharknado: It's About Time                 | Skye                                   |                      | TV film |
| 2018 | Mr. Malevolent                                      | Chris                                  |                      | |
| 2018 | The Wrong Friend                                    | Atkins főnök                           |                      | producer is |
| 2018 | Christmas with a View                               | Lydia                                  |                      | TV film, producer is |
| 2018 | A Wedding for Christmas                             | Ms. Reynolds                           |                      | TV film, producer is |
| 2018 | The Wrong Teacher                                   | Ms. Burns                              |                      | TV film, producer is |
| 2019 | Crossbreed                                          | Ellen Henricksen elnök                 |                      | |
| 2019 | The Wrong Stepmother                                | Ms. Price                              |                      | TV film, producer is |
| 2019 | Rosszfiú a szomszédban                              | Watkins nyomozó                        | Kocsis Mariann       | TV film, producer is |
| 2019 | A rossz anya                                        | Samantha                               | Makay Andrea         | TV film, producer is |
| 2019 | A rossz tanító                                      | Carol                                  | Farkasinszky Edit    | TV film, producer is |
| 2019 | The Wrong Cheerleader                               | Coach Flynn                            |                      | TV film, producer is |
| 2019 | Christmas Matchmakers                               | Kate                                   |                      | TV film |
| 2019 | Fire and Rain                                       | Casey                                  |                      | |
| 2020 | The Wrong Housesitter                               | Debbie                                 |                      | TV film, producer is |
| 2020 | True To The Game 2                                  | Shoog                                  |                      | |
| 2020 | Arkansas                                            | Ő                                      |                      | |
| 2020 | Rev                                                 | Reid nyomozó                           |                      | |
| 2020 | Humble Pie                                          | Christine Robinson                     |                      | |
| 2020 | A Beautiful Distraction                             | Claire                                 |                      | |
| 2020 | Hooking Up                                          | Cindy                                  |                      | |